# NGC 5923
NGC 5923 (другие обозначения — UGC 9823, IRAS15194+4154, MCG 7-32-1, ZWG 221.52, ZWG 222.2, NPM1G +41.0398, PGC 54780) — галактика в созвездии Волопас.
Этот объект входит в число перечисленных в оригинальной редакции «Нового общего каталога».